# Manchester United Football Club 1992-1993
Questa voce raccoglie le informazioni riguardanti il Manchester United Club nelle competizioni ufficiali della stagione 1992-1993.

## Stagione
Eliminati a sorpresa nel primo turno della Coppa UEFA dalla Torpedo Mosca, a partire da novembre i Red Devils si concentrarono sulla nuova FA Premier League, che da maggio aveva sostituito la First Division nel ruolo di massimo campionato inglese: dopo un inizio altalenante i mancuniani, rafforzati anche dall'acquisto di Éric Cantona, si inserirono nella lotta al titolo che fino a quel momento vedeva coinvolti il Norwich City e l'Aston Villa. Vincendo le ultime sette gare, fra cui quella del 10 aprile contro lo Sheffield Weds con doppietta di Steve Bruce negli ultimi quattro minuti, il Manchester United poté vincere le ultime resistenze dell'Aston Villa e portare a casa con un turno di anticipo il primo titolo a distanza di ventisei anni dall'ultimo conseguito.

## Maglie e sponsor
Lo sponsor tecnico per la stagione 1992-1993 è Umbro, mentre lo sponsor ufficiale è Sharp.
| Manica sinistra · Maglietta · Maglietta · Manica destra · Pantaloncini · Pantaloncini · Calzettoni · Calzettoni | Manica sinistra · Maglietta · Maglietta · Manica destra · Pantaloncini · Pantaloncini · Calzettoni · Calzettoni | Manica sinistra · Manica sinistra · Maglietta · Maglietta · Manica destra · Manica destra · Pantaloncini · Pantaloncini · Calzettoni · Calzettoni | Manica sinistra · Manica sinistra · Maglietta · Maglietta · Manica destra · Manica destra · Pantaloncini · Calzettoni · Calzettoni |  |

## Organigramma societario
Area direttiva
- Presidente: Martin Edwards

Area tecnica
- Allenatore: Alex Ferguson
- Allenatore in seconda: Brian Kidd
- Allenatore dei portieri: Alan Hodgkinson

## Rosa
| N. |                        | Ruolo | Calciatore        |
| -- | ---------------------- | ----- | ----------------- |
|    | Danimarca (bandiera)   | P     | Peter Schmeichel  |
|    | Inghilterra (bandiera) | P     | Gary Walsh        |
|    | Galles (bandiera)      | D     | Clayton Blackmore |
|    | Inghilterra (bandiera) | D     | Steve Bruce       |
|    | Irlanda (bandiera)     | D     | Denis Irwin       |
|    | Inghilterra (bandiera) | D     | Lee Martin        |
|    | Inghilterra (bandiera) | D     | Gary Neville      |
|    | Inghilterra (bandiera) | D     | Gary Pallister    |
|    | Inghilterra (bandiera) | D     | Paul Parker       |
|    | Inghilterra (bandiera) | C     | David Beckham     |
|    | Inghilterra (bandiera) | C     | Nicky Butt        |
|    | Scozia (bandiera)      | C     | Darren Ferguson   |
|    | Galles (bandiera)      | C     | Ryan Giggs        |

| N. |                             | Ruolo | Calciatore         |
| -- | --------------------------- | ----- | ------------------ |
|    | Irlanda del Nord (bandiera) | C     | Keith Gillespie    |
|    | Inghilterra (bandiera)      | C     | Paul Ince          |
|    | Russia (bandiera)           | C     | Andrej Kančel'skis |
|    | Inghilterra (bandiera)      | C     | Mike Phelan        |
|    | Inghilterra (bandiera)      | C     | Bryan Robson       |
|    | Inghilterra (bandiera)      | C     | Lee Sharpe         |
|    | Inghilterra (bandiera)      | C     | Neil Webb          |
|    | Francia (bandiera)          | A     | Éric Cantona       |
|    | Inghilterra (bandiera)      | A     | Dion Dublin        |
|    | Galles (bandiera)           | A     | Mark Hughes        |
|    | Scozia (bandiera)           | A     | Brian McClair      |
|    | Inghilterra (bandiera)      | A     | Danny Wallace      |

## Risultati

### FA Cup
| 5 gennaio 1993 Terzo turno | Manchester Utd | 2 – 0 | Bury |  |

| 23 gennaio 1993 Quarto turno | Manchester Utd | 1 – 0 | Brighton |  |

| 14 febbraio 1993 Quinto turno | Sheffield Utd | 2 – 1 | Manchester Utd |  |

### EFL Cup
| 23 settembre 1992 Secondo turno | Brighton | 1 – 1 | Manchester Utd |  |

| 7 ottobre 1992 Secondo turno (Replay) | Manchester Utd | 1 – 0 | Brighton |  |

| 28 ottobre 1992 Terzo turno | Aston Villa | 1 – 0 | Manchester Utd |  |

### Coppa UEFA
| Manchester 16 settembre 1992 Sedicesimi di finale - Andata | Manchester Utd | 0 – 0 referto | Torpedo Mosca | Old Trafford (20 000 spett.)\| Arbitro: \| Schmidhuber \| |
| Arbitro:                                                   | Schmidhuber    |               |               |                                                           |

| Arbitro: | Damgaard |

|                                                    |                      |                                           |
| Borisov Afanas'ev Čugajnov Ulyanov Arefyev Grishin | Tiri di rigore 4 – 3 | Ince Irwin Bruce McClair Robson Pallister |

## Statistiche

### Andamento in campionato
| Giornata  | 1  | 2  | 3  | 4  | 5 | 6 | 7 | 8 | 9 | 10 | 11 | 12 | 13 | 14 | 15 | 16 | 17 | 18 | 19 | 20 | 21 | 22 | 23 | 24 | 25 | 26 | 27 | 28 | 29 | 30 | 31 | 32 | 33 | 34 | 35 | 36 | 37 | 38 | 39 | 40 | 41 | 42 |
| --------- | -- | -- | -- | -- | - | - | - | - | - | -- | -- | -- | -- | -- | -- | -- | -- | -- | -- | -- | -- | -- | -- | -- | -- | -- | -- | -- | -- | -- | -- | -- | -- | -- | -- | -- | -- | -- | -- | -- | -- | -- |
| Luogo     | T  | C  | C  | T  | T | C | C | T | T | C  | T  | C  | T  | C  | T  | C  | T  | C  | C  | T  | P  | V  | V  | V  | V  | T  | C  | T  | C  | C  | T  | T  | C  | T  | C  | T  | C  | T  | C  | T  | C  | T  |
| Risultato | P  | P  | N  | V  | V | V | V | V | N | N  | N  | N  | N  | P  | P  | V  | V  | V  | V  | N  | N  | V  | V  | V  | V  | P  | V  | N  | V  | V  | V  | P  | N  | N  | N  | V  | V  | V  | V  | V  | V  | V  |
| Posizione | 19 | 22 | 20 | 11 | 8 | 6 | 4 | 3 | 4 | 4  | 6  | 5  | 7  | 7  | 10 | 8  | 5  | 5  | 4  | 3  | 2  | 1  | 1  | 1  | 2  | 2  | 1  | 1  | 2  | 2  | 1  | 1  | 1  | 2  | 3  | 2  | 1  | 1  | 1  | 1  | 1  | 1  |

Fonte:  Premier League 1992/1993, su calcio.com.
Legenda:

Luogo: C = Casa; T = Trasferta. Risultato: V = Vittoria; N = Pareggio; P = Sconfitta.